# 栗溪镇
栗溪镇，是中华人民共和国湖北省荆门市东宝区下辖的一个乡镇级行政单位。

## 行政区划
栗溪镇下辖以下地区：
姚河社区、百子堂社区、栗溪村、马集村、涧沟村、赵湾村、桑垭村、胡畈村、塘坪村、大泉村、裴山村、插旗村、折旗村、栗树湾村、毛坪村、姚河村、花屋场村、金华村、鹅项村、三元村、匡坡村、文丰村、龙虎村、柏果村、新华村、尖山村和南庄河村。